# سنگ‌گردان
 سنگ‌گردان‌ها (نام علمی: Arenaria) یک سرده از پرندگان آبچر و مهاجر با جثه‌ای متوسط است که در شمالگان به زادآوری می‌پردازند. این پرندگان دارای گردنی قوی بوده و نوکشان به گونه‌ای تغییر یافته‌است که با شیوهٔ تغذیه‌شان به خوبی همخوانی دارد. سنگ گردان با گرداندن سنگ‌ها یا جلبک‌ها به جستجوی بی‌مهرگان پنهان‌شده در زیر آن‌ها می‌پردازند.
سنگ‌گردان‌ها پرندگانی ساحلی هستند و سواحل سنگی را به سواحل ماسه‌ای ترجیح می‌دهند. اغلب می‌توان آن‌ها را در کنار دیگر پرندگان آبچر همچون آبچلیک ارغوانی مشاهده نمود.

## گونه‌ها
- مرغ ریگ سرخ (در اروپا تنها سنگ‌گردان) با نام علمی Arenaria interpres
- سنگ‌گردان سیاه با نام علمی Arenaria melanocephala